# Pavol Popaďák
Pavol Popaďák (26. června 1908 Parchovany – 7. dubna 1963 Bratislava) byl slovenský a československý politik Komunistické strany Slovenska a poúnorový poslanec Národního shromáždění ČSR.

## Biografie
Před únorovým převratem byl funkcionářem ČSSD na Slovensku. Ta vznikla začleněním poválečné Strany práce do celostátní sociálně demokratické strany. Zastával post prvního místopředsedy Strany práce. Byl zemědělským expertem strany a působil jako sekční šef na pověřenectví zemědělství. Po únorovém převratu spolupodepsal prohlášení některých politiků Strany práce, v němž se dotyční vyslovili pro vstup do komunistické strany.
Ve volbách roku 1948 byl zvolen do Národního shromáždění za KSČ ve volebním kraji Nitra. V parlamentu zasedal do konce funkčního období, tedy do voleb v roce 1954. V letech 1948-1953 se uvádí jako člen Ústředního výboru Komunistické strany Slovenska.